# Felix Bastians
Felix Bastians (Bochum, 9 mei 1988) is een Duits voormalig professioneel voetballer die doorgaans speelde als centrale verdediger. Tussen 2005 en 2023 was hij actief voor Nottingham Forest, Northwich Victoria, Halifax Town, Gillingham, Chesterfield, Notts County, MK Dons, Young Boys, SC Freiburg, Hertha BSC, VfL Bochum, Tianjin Teda, Waasland-Beveren en Rot-Weiss Essen.

## Clubcarrière
In 2005 vertrok Bastians na een opleiding bij SG Wattenscheid 09, VfL Bochum en Borussia Dortmund naar het Engelse Nottinham Forest. Die club verhuurde hem tussen 2006 en 2008 aan liefst zes clubs, te weten Northwich Victoria, Halifax Town, Gillingham, Chesterfield, Notts County en Milton Keynes Dons. In 2008 maakte de verdediger de overstap naar Young Boys, waar hij twintig wedstrijden voor speelde. Op 7 juli 2009 stapte de linksachter over naar SC Freiburg, waar hij in plaats van linksback vaak als centraal verdediger speelde, naast Pavel Krmaš.
In januari 2012 verkaste de verdediger naar Hertha BSC, waar hij tekende tot de zomer van 2016. In juni 2013, na in een seizoen elf duels gespeeld te hebben, werd Bastians voor de duur van een seizoen verhuurd aan VfL Bochum. In de zomer van 2014 keerde de Duitser terug in Berlijn, maar in oktober verliet hij Hertha, toen beide partijen besloten het contract te ontbinden. Het duurde niet lang voor Bastians een nieuwe werkgever vond, want de maand erna tekende hij voor zijn oude club Bochum, dat hem een contract gaf tot medio 2015. In maart 2015 verlengde hij dit contract tot de zomer van 2017. Een jaar later werd de verbintenis van Bastians opnieuw verlengd, toen met nog drie seizoenen.
In januari 2018 verliet hij Bochum en hij ging spelen voor Tianjin Teda. Drie jaar na zijn komst verliet Bastians China en hij tekende bij Waasland-Beveren. In de zomer van dat jaar stopte de verdediger bij Waasland-Beveren en keerde hij terug naar Duitsland, waar Rot-Weiss Essen zijn nieuwe club werd. Hier werd in februari 2023 zijn aflopende contract opengebroken en met een jaar verlengd. In december 2023 besloot Bastians op vijfendertigjarige leeftijd een punt te zetten achter zijn actieve loopbaan.

## Erelijst
| 2. Bundesliga | 1 | 2012/13 |